# Углежог
Углежо́г — работник, занимавшийся пережиганием древесины для производства древесного угля, иногда также других продуктов: смолы, дегтя, поташа. В более узком смысле так называли только работника, занятого производством древесного угля, в то время как у работников других производств были свои наименования: смолокур, дегтярь и др. На Урале мог именоваться «жига́рь», «жига́ль», «жо́гарь».

## История
Древесный уголь, согласно археологическим находкам, использовался человеком с доисторических времен. Однако выделение углежжения в качестве отдельного ремесла и возникновение профессии углежога произошло в период, когда возросла потребность в древесном угле для литейного и кузнечного дела.

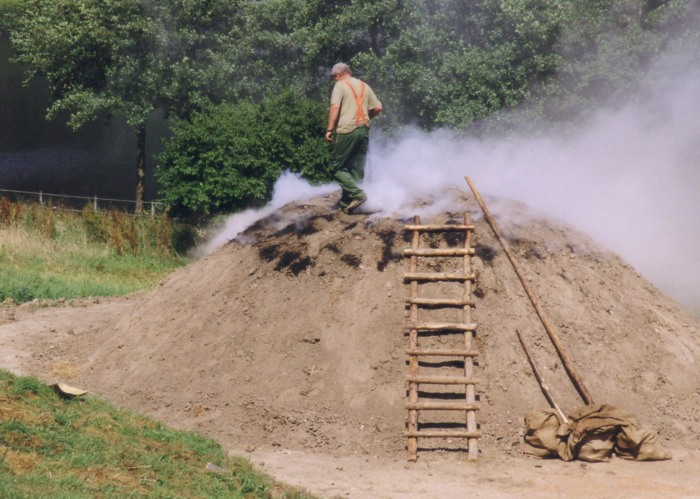
Кучное углежжение

Вплоть до второй половины XIX века углежоги занимались преимущественно кучны́м и ямным углежжением, то есть сжиганием угля в больших дровяных кучах или в ямах. В обязанности углежога входило, прежде всего, наблюдение за длительным процессом выжигания угля, поддержание необходимой температуры, регулирование доступа свежего воздуха – все эти операции вплоть до XX века углежоги производили без измерительных приборов, руководствуясь лишь собственным чутьем и умениями. Такое ремесло требовало длительной подготовки и квалификации, полученной с опытом:

Углежжение в кострах имеет своих мастеров, которые выработались веками, и как ремесло — уменье хорошо вести операцию передаётся от отца к сыну…— С. П. Вуколов, 1900 г.
Первоначально углежоги самостоятельно заготавливали древесину для углежжения, но с ростом спроса на их продукцию выгоды специализации стали очевидны, и вырубкой и подвозкой древесины стали заниматься другие люди.
В Российской империи значительный рост числа углежогов произошел в период становления отечественной металлургии, в первую очередь, на уральских заводах. В XVII-XIX веках вплоть до отмены крепостного права углежоги в основном были представителями крепостных, в том числе горнозаводских крестьян, так как из-за сложных условий работы, невысоких заработков и удаленности мест углежжения от населенных пунктов было мало желающих заниматься этой работой по своей воле. Тяжелый принудительный труд вызывал недовольство работников. Известно, что многие углежоги примкнули к восстанию Емельяна Пугачева, а в XIX веке произошло несколько волнений углежогов, наиболее значительное из которых – бунт углежогов в Ревде в 1841 году – закончилось массовым расстрелом.
После отмены крепостного права заводчикам приходилось нанимать углежогов по вольным ценам. Тем не менее, условия их труда почти не изменились и остались крайне тяжелыми:

Пережигание дров на уголь, работа весьма трудная и вредная для здоровья. Помимо только что описанных антисанитарных условий жизни в балаганах, рабочие совсем отдыха не имеют, ибо надзор за огнем в кучах требуется круглые сутки. Помимо этого, от едкого дыма, копоти и смрада от горящих куч, люди страдают глазными и грудными болезнями, сердцебиением, недели 2-3 после выхода с куч, рабочие отплевываются «чернядью», — до того бывают прокопчены у них дыхательные органы. Постоянно подвергаясь простудам, углежоги наживают накожные болезни, ревматизмы.— В. Е. Боков, 1899 г.
Примечательно, что, несмотря на тяжкий и нездоровый труд, углежоги сопротивлялись переходу на более эффективный и менее трудоемкий печной метод углежжения, поскольку хорошо понимали, что их опыт и навыки останутся невостребованными, что в результате и произошло. Наряду с заменой древесного угля каменным на большинстве металлургических производств, именно повсеместный переход на рубеже XIX-XX веков к печному углежжению, которое фактически не требовало от работников профессиональных знаний и опыта, привело к исчезновению профессии углежога. К выжиганию угля стали привлекать временных неквалифицированных рабочих, работников смежных специальностей (например, лесорубов) и ремесло постепенно сошло на нет. По мнению исследователей, «говорить об углежогах как об особой категории промышленных работников, носителях наследуемой профессии и своеобразной культуры, конечно, уже не приходится».